# Julián Tellaeche
Julián Tellaeche Aldasoro (Vergara, Guipúzcoa, España, 30 de noviembre de 1884 – Lima, Perú, 24 de diciembre de 1957) fue un pintor, crítico de arte y museólogo español. Participó en la creación de la Asociación de Artistas Vascos y fue director del Tesoro Artístico Nacional Peruano, en Lima.

## Biografía
Julián fue el segundo hijo de un matrimonio acomodado de Vergara; su hermano mayor, Ignacio, que había estudiado para militar, llegaría a ser alcalde de Lequeitio del 1 de mayo de 1943, hasta el 4 de mayo de 1944.
Tras pasar el bachillerato el 3 de julio de 1899, Julián Tellaeche inició los estudios para ingresar en la Escuela de Ingenieros de Bilbao, que pronto abandonó para realizarse como aventurero y artista bohemio. A finales de 1899, su familia se trasladó a Lequeitio.
Tras una temporada enrolado en la pesca de altura, se inició en la pintura con su amigo el pintor Ascensio Martiarena y Eduardo Chicharro; participó luego en la bohemia parisina (hacia 1902) estudiando en las academias parisienses Julian y Colarossi, donde toma contacto con los pintores «fauves». En 1909 regresó a Lequeitio, donde vivía su familia y de dónde procedía la rama familiar paterna, y al año siguiente participó en su primera exposición colectiva organizada por la Sociedad Filarmónica de Bilbao. En 1911 formó parte en la creación de la Asociación de Artistas Vascos. Al inicio de ese mismo año, el 18 de enero de 1911, Tellaeche se casó en la iglesia de San Vicente, con Carmen Vallet de Montano, natural de Biarritz y modelo de sus pescadoras y maternidades (al igual que sus hijos). En diciembre de 1911, nació su primer hijo, Alberto, y en febrero de 1913 nació Ramón, el segundo y último hijo de Tellaeche. El 6 de diciembre de 1919 recibió un homenaje en la Sociedad Bilbaína, tras una exposición en la Asociación de Artistas Vascos.
Además de su labor de caballete y su afición fotográfica, Tellaeche trabajó como restaurador, hizo crítica de arte en el diario bilbaíno La Noche (1924) y en 1931 sustituyó a Martiarena en su tarea docente cuando estaba ausente. En 1934, fue cofundador de la Sociedad Artística Gu (Nosotros) de San Sebastián, de la que en 1935 sería presidente. Con el estallido de la Guerra Civil Española se exilió a Francia, donde participó en la Exposición Internacional de 1937, instalándose en París en 1939. 

### En Perú

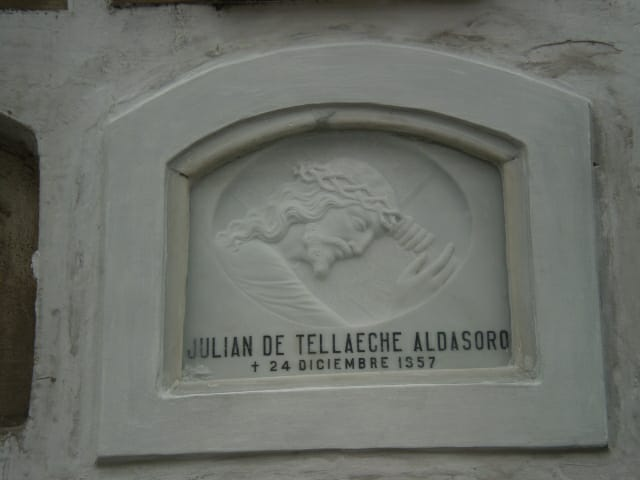
Su nicho en el Cementerio Presbítero Matías Maestro de Lima (Perú).

Tras la muerte de su esposa, víctima de un cáncer de pecho en septiembre de 1944, Tellaeche, probablemente animado por María Luisa, la mujer de su hijo Ramón, decidió ir a Perú en 1952 e instalarse con ellos en Lima, capital en la que llegaría a ocupar el cargo de Director del Tesoro Artístico Nacional Peruano. Contratado por la Unesco creó y organizó la escuela de restauración de cuadros coloniales en el convento de San Francisco en Lima, en el que trabajaría hasta su muerte, ocurrida el día de Nochebuena de 1957.

## Obra
Pintor de pescadores vascos, remeros y series de maternidades, entre sus obras pueden mencionarse El tuerto, Puerto vasco, Un hombre de mar, El viejo patrón, Pescador lequeitiano, Madres, Maternidad (varios lienzos y cartones), Orio, La llegada de las barcas, Veleros, El pescador con remo, Remero, o el Retrato de Bruno Mauricio de Zabala (que le fue encargado para la Galería de la Casa de Juntas de Guernica).
Participó en el Salón de París (1913); la Primera Exposición Internacional de Pintura y Escultura y en la Exposición de Artistas Vascos (ambas celebradas en Bilbao en 1919); para galerías europeas como la Sala Boigelet (Bruselas, 1921), la Sala Barbazange (París, 1922) o la Galería Stromky (Estocolmo, 1923); y en las muestras de la Sociedad de Artistas Ibéricos (Madrid, 1925); la Asociación de Artistas Vascos (Bilbao, 1927); la Exposición Internacional (Barcelona, 1928). Después de la guerra civil española expuso en la Sala Delsa (Bilbao, 1946). En 1958, tras su muerte, se le hizo una exposición homenaje en Bilbao, San Sebastián y Vitoria, organizada por el Banco de Bilbao.
Tiene obra en pinacotecas como el Museo Nacional Centro de Arte Reina Sofía, el Museo de Bellas Artes de Álava, Museo de San Telmo de San Sebastián y el Museo de Bellas Artes de Bilbao, y en colecciones privadas como la del Banco Guipuzcoano de San Sebastián o la Colección BBVA.

### Identificación de modelos en la obra de Tellaeche
Algunos familiares del pintor han sido identificados en varios de sus lienzos. Así por ejemplo, su esposa y su hijo Alberto son los modelos del cuadro Retrato de la esposa del pintor doña Carmen Vallet de Montano y su hijo don Alberto de Tellaeche. Asimismo, Carmen Vallet de Montano es con toda probabilidad (por las fechas en que fueron pintadas) la modelo de varias de las maternidades pintadas por Tellaeche. Por su parte, su primogénito Alberto se identifica con el modelo de El Txo de Lequeitio, en tanto que para el Grumete Blanco posó su hijo Ramón.

### Opiniones críticas
Entre las primeras visiones críticas escritas sobre Tellaeche y su obra, podrían citarse: la de Joaquín de Zuazagoitia, que consideraba hacia 1910 al pintor como un «modernizante y cazador de iniciaciones novísimas»; Bernardino de Pantorba por su parte, en la obra publicada en 1929 junto a Luis Araquistain, resalta la dedicación y atención de Tellaeche hacia el mar, ese «espejo donde se mira la vida humana». Ya en 1973, el crítico Arturo Acebal Idígoras destacó los «tres motivos principales dominan entre toda su pintura: Las maternidades, los pescadores y los barcos de grandes velámenes», y la voluntad de reducir su paleta a «uno o dos rojos, azul, ocre, blanco y negro». Ese mismo año, Ángel Marrodán resaltó «su facultad dibujística» y su estilo cercano al figurativismo y el expresionismo. Por su parte, Edorta Kortadi Muga, en 1980, subrayó en la obra de Tellaeche el uso de las tres fundamentales poéticas del siglo xx: «construcción-expresión-colorido, acercándose incluso al cubismo analítico y al abstractismo».

## Reconocimientos
En 1984, entre los diversos homenajes con motivo de su centenario, se expendió un sobre postal conmemorativo del pintor y su localidad natal, Vergara.